# Korgblommiga växter
Korgblommiga växter (Asteraceae, synonymt namn Compositae) är en mycket stor familj av blommande växter. Deras byggnad innehåller många sofistikerade lösningar särskilt i blomman, blomställningen och frukten. Dessa organ har många säregna och planmässiga bildningar. Denna familj är också den talrikaste bland de nu levande blomväxterna. Ungefär 25 000 arter i drygt 1000 släkten är kända. Familjen hör framför allt till den innevarande perioden i växtrikets historia. Korgväxterna är alltså av ungt datum och finns inte bland äldre fossil. 
Om blomställningen, se även artikeln om blomkorg. 

## Beskrivning
Vägtisteln (Cirsium vulgare) är typisk för korgblommiga växter och lätt att studera. Det nålbeväpnade, stickande lilla klot, varur de purpurröda blommorna skjuter ut är, såsom var och en själv kan övertyga sig om, inte en enstaka blomma utan, som Linné uttryckte det, en sammansatt blomma, eller tydligare uttryckt: en tät blomställning som liknar en blomma. Det är den blomställningen som kallas blomkorg. En stor mängd blommor är här tätt sammanpackade inom ett skyddande, skålformigt eller bägarlikt hölje av talrika, smala blad, som är stödblad eller skyddsblad. De utgör blomkorgens holk. Som anpassning till trängseln i denna täta sammanslutning har varje enskild blomma genomgått vissa förändringar: Blomfodret har krympt och bildar endast en krans av fina hår som dock vid fruktmognaden får en betydande storlek tillsammans med en viktig uppgift vid fröspridningen. Själva blomkronan är mycket lång och smal för att nå upp ur den djupa holken.
Ett längdsnitt genom blomkorgen visar följande huvudbeståndsdelar: 
1. Ett blomfäste eller grenens skivlikt utbredda spets
2. I blomfästets kant tättsittande holkfjällen eller skyddsblad
3. På blomfästets mitt de tättsittande blommorna, vilkas fruktämnen sitter nedanför sin blommas hylle och därigenom får en plats i blomställningen, som är väl skyddad mot yttre åverkan.
4. Varje särskild liten blomma har ett förkrympt, hårliknande blomfoder och en lång, smal, krona.
5. Kronan består av ett smalt rör och ovanför detta en klocklik utvidgning

I kronrörets botten alstras blommans nektar (huvudsakligen en sockerlösning), som måste stiga till den klocklika delen, om de besökande insekterna (till exempel bin och humlor) ska kunna nå den med sina sugrör. Ur blomkronan utskjuter en liten cylinder som är en av denna blommas märkligaste delkonstruktioner. Den består av 5 smala ståndarknappar som är fast sammanväxta till ett rör.

## Allergena arter
Bland korgblommiga växter som är vanliga orsaker till allergi finns gråbo och malörtsambrosia.

## Trivialnamn på svenska
På svenska har ett antal korgblommiga släkten eller arter gemensamma "trivialnamn". Här finns bland annat:
- fibblor (flera släkten)
- tistlar (flera släkten)

## Externa länkar

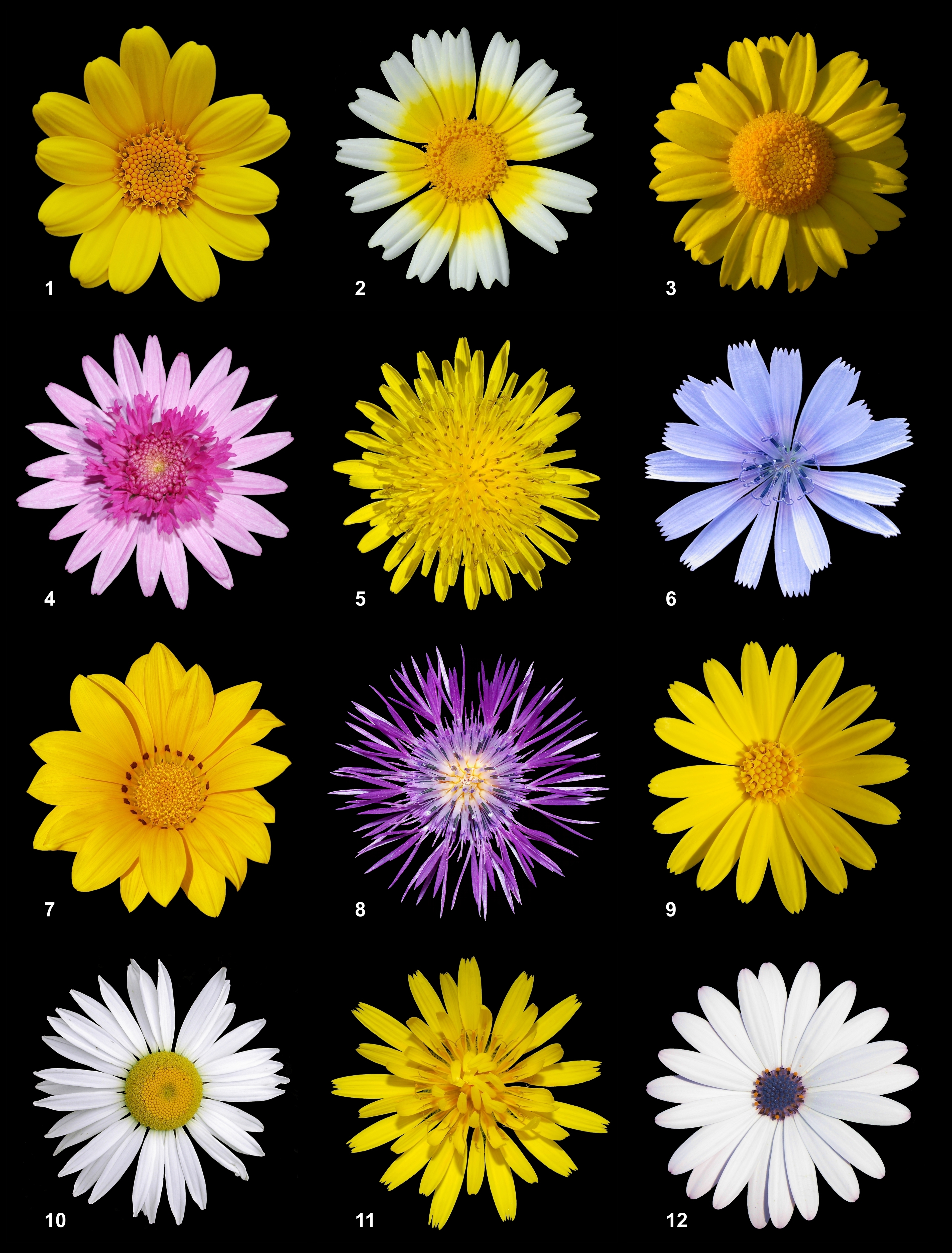
Blomställningen för 12 arter av korgblommiga växter:
1. Färgkulla
2. Kranskrage
3. Dvärgkrage
4. Margerit
5. Kålmolke
6. Cikoria
7. Styvt påfågelblomster
8. Klinttistel
9. Åkerringblomma
10. Prästkrage
11. Hieracium lachenalli
12. Stjärnöga